# James Halliday (aixecador)
James Halliday   (Farnworth, 19 de gener de 1918 - 6 de juny de 2007) fou un aixecador anglès que va competir entre les dècades de 1930 i 1950.
Quan va esclatar la Segona Guerra Mundial es va unir a l'exèrcit. Va participar en l'evacuació de Dunkerque abans de ser destinat a l'Extrem Orient, on fou fet presoner de guerra per l'exèrcit japonès. No fou alliberat fins a 1946.
El 1948 va prendre part en els Jocs Olímpics de Londres, on guanyà la medalla de bronze en la categoria del pes lleuger del programa d'halterofília, rere els egipcis Ibrahim Shams i Attia Hamouda. Quatre anys més tard, als Jocs de Hèlsinki, finalitzà en posicions molt endarrerides en la mateixa categoria.
En el seu palmarès també destaca una medalla d'or al Campionat d'Europa d'halterofília i, competint per Anglaterra, dues medalles d'or als Jocs de l'Imperi Britànic, el 1950 en pes lleuger i el 1954 en pes mitjà.